# St. Veit (Unterregenbach)

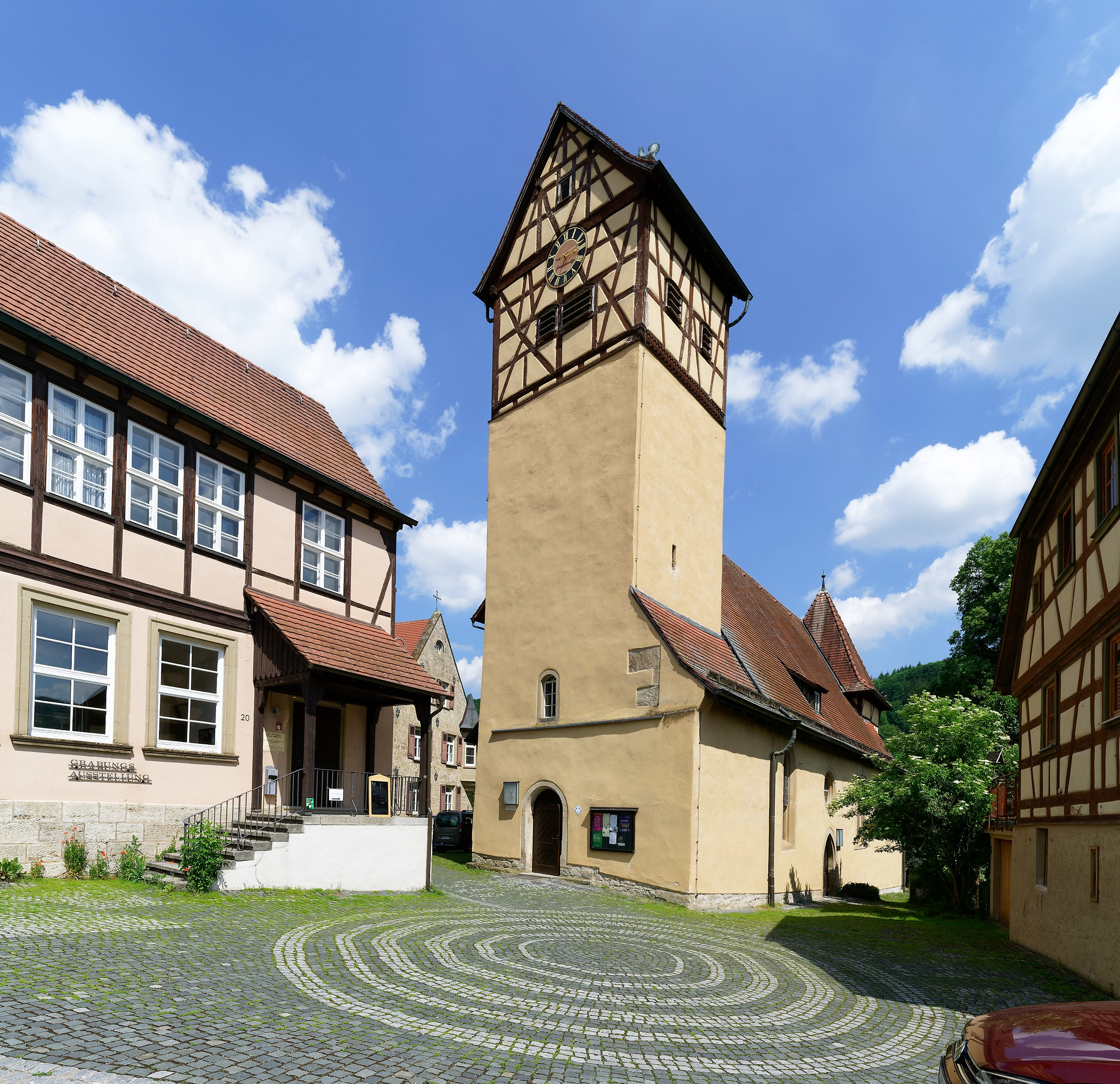
St. Veit in Unterregenbach

Die Pfarrkirche St. Veit steht in Unterregenbach, einem Weiler der Kleinstadt Langenburg im Landkreis Schwäbisch Hall in Baden-Württemberg. Das Bauwerk ist beim Landesamt für Denkmalpflege Baden-Württemberg als Baudenkmal eingetragen. Die Kirchengemeinde gehört zum Kirchenbezirk Crailsheim-Blaufelden der Evangelischen Landeskirche in Württemberg.

## Beschreibung

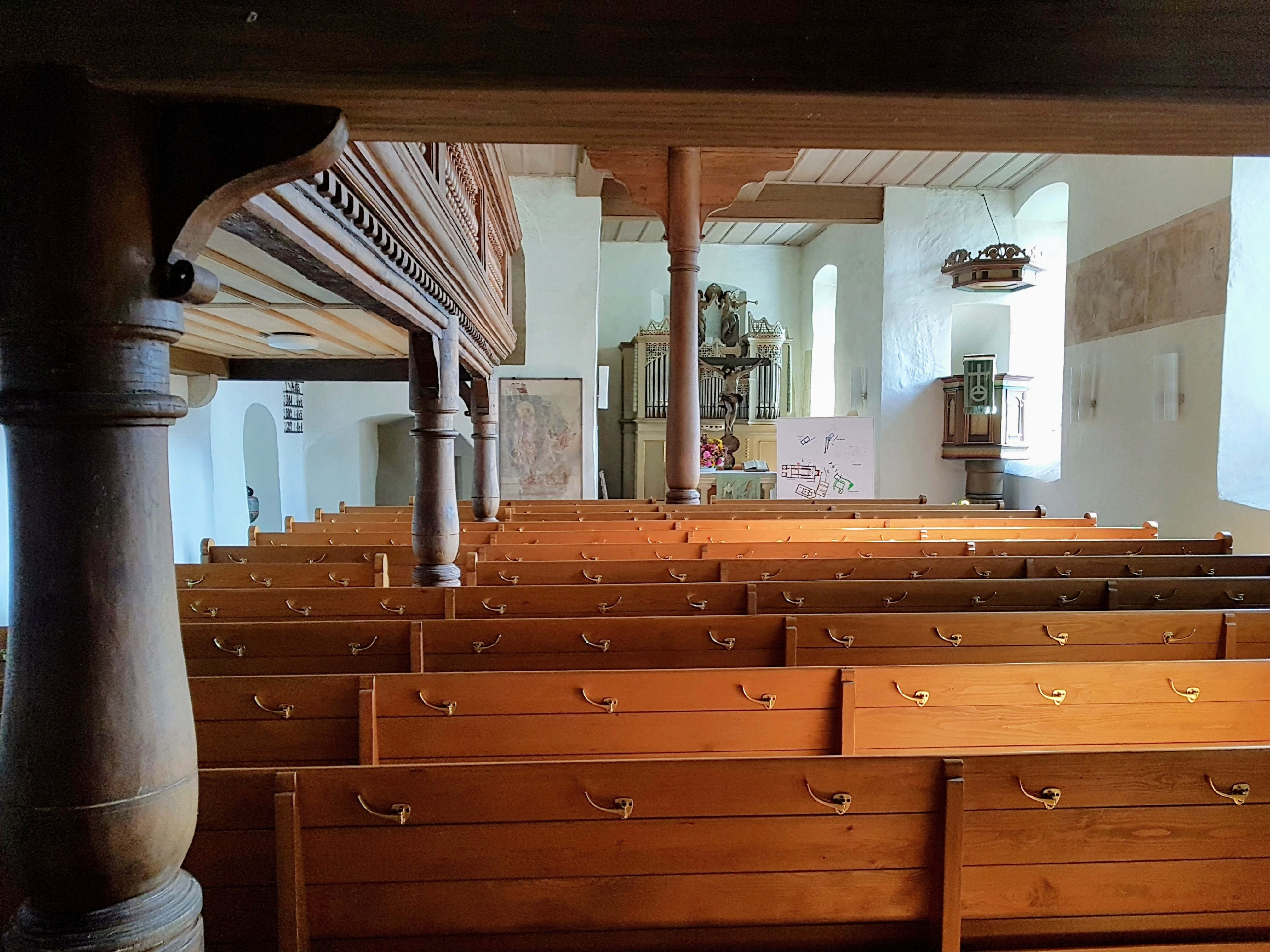
Blick auf Chor und Orgel

Die Basilika aus dem 11. Jahrhundert wurde 1480 zu einer holzgedeckten zweischiffigen Hallenkirche verkleinert. Sie besteht aus einem Langhaus, einem eingezogenen Chor im Osten und einem Kirchturm im Westen, der mit einem Geschoss aus Holzfachwerk aufgestockt wurde, das die Turmuhr und den Glockenstuhl mit zwei Kirchenglocken beherbergt, und mit einem Satteldach bedeckt wurde. Der Innenraum des Langhauses ist mit einer Flachdecke überspannt, die von einem Unterzug auf zwei Bügenpfeilern gestützt wird. 1960 wurden Wandmalereien mit einer Kreuzigungsgruppe aufgedeckt, die aufgrund ihres  Zackenstils um 1280 eingeschätzt werden.